# Brazília himnusza
A brazil nemzeti himnusz tette híressé zeneszerzőjét, Francisco Manuelt. Csodálatosan lendületes és lelkes zenéje már azelőtt nemzeti himnusszá vált, mielőtt azt még hivatalosan elfogadták volna. A későbbi változatok sem tudták elferdíteni lényegét, bár harcias hangnemét finomították.
Eredetileg tisztán katonai zenekarra írt mű volt és különböző szövegeket írtak hozzá. Különösen Osório Duque Estrada 1922-ben írt szövege illett hozzá. A himnusz története ma is vita tárgya. Egyesek szerint a brazil függetlenségre április 7-ére íródott, mások azt tartják, hogy 13-án adták elő Oio Saraiva de Carvalho Silva szövegére, mely a bölcs uralkodóról és a Brazil Monarchiáról szólt. A harmadik változat szerint a második brazil császár koronázására írták 1841-ben Sousa Pitagna és Ernesto Sena szövegére, Francisco Manuel zenéjével. Végül is 1922. szeptember 6-án Osório Duque Estrada 1909-ben írt szövegváltozatával lett az ország hivatalos himnusza. Az 1936. október 1-jén kiadott 259-es törvény Leopoldo Miguez zenekari verziójára és Antonio Pinto Juniornak a Szövetségi Kerületi Tűzoltóság hadnagyának katonai zenekarra írott változatával, valamint Alberto Nepomuceno énekverziójával fogadta el a mai himnuszt.
Francisco Manuel da Silva (1795–1865) - Joaquim Osório Duque Estarada (1870–1927):

## A portugál szöveg
Ouviram do Ipiranga as margens plácidas 

De um povo heróico o brado retumbante, 

E o sol da Liberdade, em raios fúlgidos, 

Brilhou no céu da Pátria nesse instante. 

Se o penhor dessa igualdade 

Conseguimos conquistar com braço forte, 

Em teu seio, ó liberdade, 

Desafia o nosso peito a própria morte! 

Ó Pátria amada, 

Idolatrada, 

Salve! Salve! 
Brasil, um sonho intenso, um raio vívido, 

De amor e de esperança à terra desce, 

Se em teu formoso céu, risonho e límpido, 

A imagem do Cruzeiro resplandece. 

Gigante pela própria natureza, 

És belo, és forte, impávido colosso, 

E o teu futuro espelha essa grandeza. 

Terra adorada! 

Entre outras mil 

És tu, Brasil, 

Ó Pátria amada 

Dos filhos deste solo és mãe gentil, 

Pátria amada, 

Brasil!

## A magyar szöveg
Az Ipiranga békés partjain, 

Egy hős nép kiáltása visszhangzik, 

És a szabadság vakító sugarai, 

Fürdetik országunkat ragyogó fényben 

Ha erős karunkkal sikerült 

Győzelemre vinni az egyenlőséget, 

A Te kebleden ó szabadság, 

Szíveink dacolnak a halállal! 

Ó imádott Hazánk 

Te nagyszerű 

Üdvözlégy! Üdvözlégy! 
Brazília, egy nagyszerű álom 

A földi szeretet és remény sugara 

Hol tiszta, fényes szép eged 

A Dél Keresztjével tündököl 

Ó te természet óriása 

Szép és erős, bátor és hatalmas, 

Jövőd megmutatja nagyságodat, 

Imádott föld! 

Mindenek felett 

Ez vagy Te Brazília, 

Ó imádott Hazánk 

Gyermekeidnek szelíd anyja, 

Imádott Hazánk 

Brazília! 